# Saucerottia
Saucerottia es un género de aves apodiformes de la familia Trochilidae —los colibríes— que agrupa a numerosas especies nativas de la América tropical (Neotrópico), cuyas áreas de distribución se encuentran entre el extremo suroeste de Estados Unidos y norte de México, por América Central y del Sur, hacia el este hasta el este de Venezuela, Trinidad y Tobago, oeste de Guyana y extremo norte de Brasil y hacia el sur hasta el suroeste de Colombia. Las especies anteriormente se incluian en el género Amazilia pero fueron transferidas al presente como resultados de estudios  filogenéticos. A sus miembros se les conoce por el nombre común de amazilias.

## Características
Los colibríes de este género miden entre 7 y 11,5 cm de longitud. De picos rectos color negruzco con parte o toda la mandíbula roja; de colores predominantes verde o cobrizo, alas oscuras. Las hembras son similares.

## Sistemática
El género Saucerottia fue propuesto por el zoólogo francés Charles Lucien Bonaparte en 1850, la especie tipo originalmente designada fue Saucerottia typica Bonaparte, en realidad un sinónimo posterior de Trochilus saucerrottei, actualmente Saucerottia saucerottei.

### Etimología
El nombre genérico femenino Saucerottia fue tomado del nombre específico Trochilus saucerrottei, que por su vez conmemora al médico y ornitólogo francés Antoine Constant Saucerotte (1805–1884).

### Taxonomía
Las especies del presente género fueron tradicionalmente incluidas en el género Amazilia. En el año 1999, ya se propuso la separación de un grupo de estas especies en un género resucitado Saucerottia, principalmente con base en características morfológicas y de plumaje, pero esta tesis no fue adoptada por las mayoría de las clasificaciones por falta de mejores evidencias. Una serie de estudios filogenéticos que culminaron con el estudio de McGuire et al. (2014) confirmaron que el género Amazilia era altamente polifilético. En la clasificación propuesta para resolver la polifilia del género, Stiles et al. (2017) reafirmaron la resurrección del género Saucerottia, lo que fue reconocido por el Comité de Clasificación de Norte y Mesoamérica (N&MACC) en la Propuesta No 2020-A-03, y por el Comité de Clasificación de Sudamérica (SACC) en la Propuesta N.º 781.

## Lista de especies
Según las clasificaciones del Congreso Ornitológico Internacional (IOC) y Clements Checklist/eBird, el género agrupa a las siguientes especies con el respectivo nombre popular de acuerdo con la Sociedad Española de Ornitología (SEO):
| Imagen | Nombre científico           | Autor                       | Nombre común           | Estado de conservación | Distribución |
| ------ | --------------------------- | --------------------------- | ---------------------- | ---------------------- | ------------ |
|        | Saucerottia cyanocephala    | (Lesson), 1830              | amazilia coroniazul    | LC                     |              |
|        | Saucerottia hoffmanni       | (Cabanis & Heine Jr.), 1860 | amazilia azul          | NE                     |              |
|        | Saucerottia beryllina       | (Deppe), 1830               | amazilia berilina      | LC                     |              |
|        | Saucerottia cyanura         | (Gould), 1859               | amazilia coliazul      | LC                     |              |
|        | Saucerottia edward          | (Delattre & Bourcier), 1846 | amazilia de Edward     | LC                     |              |
|        | Saucerottia saucerottei     | (Delattre & Bourcier), 1846 | amazilia verdiazul     | LC                     |              |
|        | Saucerottia cyanifrons      | (Bourcier), 1846            | amazilia capiazul      | LC                     |              |
|        | Saucerottia castaneiventris | (Gould), 1859               | amazilia ventricastaña | NT                     |              |
|        | Saucerottia viridigaster    | (Bourcier), 1843            | amazilia colimorada    | LC                     |              |
|        | Saucerottia cupreicauda     | (Salvin & Godman), 1884     | amazilia colicobriza   | LC                     |              |
|        | Saucerottia tobaci          | (Gmelin), 1788              | amazilia de Tobago     | LC                     |              |